# Reed St. Mark
Reed St. Mark es un baterista estadounidense, más conocido por haber tocado en la banda suiza Celtic Frost.

## Carrera
Reed St. Mark (nacido como Reid Cruickshank) se unió a Celtic Frost en 1985 para la grabación del EP Emperor's Return, y los influyentes álbumes To Mega Therion e Into the Pandemonium. Después de la intensiva gira con la banda, Reed deja Celtic Frost en 1988 uniéndose a la banda de funk metal Mind Funk, tocando la batería en su álbum homónimo de debut en 1991. Reed abandonó Mind Funk en 1992, reuniéndose con Celtic Frost para componer el álbum Under Apollyon's Sun que todavía no ha publicado.
En 2008, Reed estuvo brevemente involucrado en un nuevo proyecto llamado Triptykon con el líder de Celtic Frost, Tom Gabriel Fischer.